# 系外行星特征观测台
系外行星特征观测台（Exoplanet Characterisation Observatory ）简称回声号（EChO）是一架拟议的空间望远镜项目，作为欧洲航天局宇宙愿景参选提案之一，与其他四项提案一起角逐中3号探测任务。2014年2月19日，柏拉图号任务力压包括回声号在内的其他候选项目，一举成为该计划中第三项中型航天任务。
回声号将是第一项专门调查系外行星大气的任务，它将以太阳系作为背景来研究这些行星对生命的适宜性。旨在通过提供高分辨率、多波长光谱的观测，以测量已知系外行星中代表性星球的大气成分、温度和反照率，并建立它们的内部结构约束模型，从而提升对行星形成和演化的理解。它将环绕拉格朗日点2运行，距离地球150万公里，朝着背向太阳的方向运行。

## 斯皮卡回声设备
继柏拉图号中选中3号任务后，出现了一项关于在日欧联合的斯皮卡号远红外望远镜上添加回声号仪器的提议。提议的“斯皮卡上的回声仪器”（SPEChO）是一台光谱仪，其光波长范围为5到20微米，将利用凌日光谱观察系外行星大气。斯皮卡回声设备将使斯皮卡号能进行专门的系外行星科学研究，具有恢复回声号最初科学目标的潜力，该设备也可能对星系探测非常有用。然而，斯皮卡回声设备的能力与詹姆斯·韦伯空间望远镜的中红外仪重叠，因此，斯皮卡回声设备相对于其他仪器的优势已成为是否安装在斯皮卡号上的一个焦点。

## 中3号任务的其他候选项目
- 马可波罗-R（MarcoPolo-R）
- 阁楼号（LOFT）
- 时空探索者与量子等效原理空间测试（STE-QUEST）